# Великая Восточноазиатская конференция
Вели́кая Восточноазиа́тская конфере́нция, Конфере́нция Вели́кой Восто́чной А́зии, Токи́йская конфере́нция (яп. 大東亞會議, современными иероглифами — 大東亜会議) — саммит, проходивший в Токио с 5 по 6 ноября 1943 года. В конференции приняли участие представители семи государств-членов Великой Восточноазиатской сферы взаимного процветания во главе с Японской империей.
Главной задачей конференции, организатором которой выступила Япония, было подчёркивание роли Японии как «освободителя» Азии от западного колониализма и лидера среди стран Восточной Азии. По сути, конференция была мероприятием государств, представители которых были приглашены в Токио, которые находились в зависимости от Японии или были оккупированы Вооруженными силами Японии, и лишь два из них — Маньчжоу-го и Таиланд — имели дипломатическое признание со стороны хотя бы нескольких государств за исключением стран «оси» и их союзников (в частности, Маньчжоу-го признали СССР, Сальвадор и Доминиканская Республика, а Таиланд, более того, входил в состав Лиги Наций).

## Предпосылки
В период с момента вступления Японской империи во Вторую мировую войну в декабре 1941 года по май 1942 год силы Японской императорской армии подчинили себе значительную часть британских, французских и американских колоний на Азиатском континенте и в Тихом океане, а именно: небольшие части Французского Индокитая и Британской Индии, Малайю, Бирму, Филиппинский архипелаг, Голландскую Ост-Индию (Индонезийский архипелаг), часть Новой Гвинеи и ряд тихоокеанских островов, таких, как Соломоновы острова и острова Гилберта, Гуам и атолл Уэйк. Кроме того, с 1931 года Японией контролировалась территория Маньчжурии, на которой было образовано марионеточное государство Маньчжоу-го, а с 1937 года, после серии успешных военных действий в Китае в ходе Японо-китайской войны, также восток Внутренней Монголии (государство Мэнцзян) и ряд китайских территорий, граничащих с побережьем Восточно-Китайского и Южно-Китайского морей.
Большинство оккупированных японцами территорий, за исключением тех, где создавались марионеточные государства, сохраняло колониальный характер, практически ничем не отличавшийся от прежних форм управления. Изначально, пока японские армия и флот с успехом воевали против англо-американских сил в пределах Тихоокеанского театра военных действий, японское правительство не нуждалось в предоставлении этим государственным формированиям, полностью контролируемым Японией, большей самостоятельности. Однако в 1943 году, с ухудшением японских позиций на Тихом океане (битва за Мидуэй), чиновники МИД Японии и сторонники паназиатизма в политических и военных кругах империи посодействовали продвижению программы предоставления «независимости» различным частям Восточной Азии, оккупированным Японией. Авторы программы делали ставку на то, что угроза возвращения европейского колониализма вызовет рост недовольства коренных народов Азии и поспособствует более активному их участию в войне на стороне Японии. Японское военное руководство, понимая пропагандистскую ценность и значительную формальность такого шага, поддержало идею. С этой целью 31 мая 1943 года был официально одобрен документ «Об основных принципах политического руководства в Великой Восточной Азии». В нём говорилось, что для продолжения и завершения войны нужно «укрепить политическую сплочённость государств и наций Великой Восточной Азии вокруг империи» и обратить особое внимание на усиление их военного сотрудничества с Японией. Так, в период с августа по октябрь 1943 года появились Государство Бирма, Филиппинская республика, Свободная Индия, Королевство Камбоджа, получившие мнимую независимость, но на деле же продолжавшие контролироваться Японией.

## Страны-участницы

### Состоявшиеся

#### Государство Бирма
Государство официально получило независимость 1 августа 1943 года, после чего японская военная администрация Бирмы передала свои полномочия бирманскому правительству и была распущена. Правительство возглавил адвокат и бывший политзаключённый доктор Ба Мо, который и представил Бирму на Токийской конференции.

#### Китайская республика
Коллаборационистский режим Ван Цзинвэя, официально, как и легитимный режим Чан Кайши, называвшийся «Китайской республикой», был провозглашён 30 марта 1940 года на оккупированных Японией в ходе Японо-китайской войны восточно-китайских территориях. В январе 1943 года японское правительство приняло решение о предоставлении Китайской республике ряда уступок (возвращение сеттльментов, отмена права экстерриториальности и т. д.), вследствие чего 9 января того же года правительство Ван Цзинвэя объявило войну Великобритании и США.
На конференции китайскую делегацию возглавлял сам Ван Цзинвэй.

#### Маньчжоу-Го
Маньчжоу-го (также Маньчжурская империя) было учреждено в 1932 году на занятой японцами территории Маньчжурии. Это государство было наиболее активным восточноазиатским союзником Японской империи в военном отношении: Маньчжурская императорская армия, на 1943 год насчитывавшая около 200 000 человек, принимала участие в боях на Халхин-Голе и Хасане, в сражениях Японо-китайской войны.
На конференции в Токио Маньчжоу-го представлял премьер-министр государства генерал Чжан Цзинхуэй, известный своей прояпонской позицией.

#### Свободная Индия
21 октября 1943 года в Сингапуре было сформировано правительство т. н. «Свободной Индии» (более известна как «Азад Хинд»). Поскольку подавляющая часть Британской Индии, на управление территорией которой претендовало правительство, находилась вне зоны японской оккупации, оно позиционировало себя как правительство в изгнании. Однако, несмотря на это, власти «Свободной Индии» всё-таки контролировали часть индийских территорий, таких как Андаманские и Никобарские острова, а также часть современных индийских штатов Манипур и Нагаленд на востоке Индии. На первом же заседании правительство объявило войну Великобритании и США.
Индийским представителем в Токио был председатель правительства Свободной Индии Субхас Чандра Бос, по совместительству возглавлявший Индийский легион СС. Согласно официальному регламенту конференции, Бос присутствовал на ней в роли «наблюдателя». Это было во многом обусловлено как раз тем, что сингапурское правительство Индии находилось «в изгнании», что не позволяло его главе быть полноценным участником саммита.

#### Таиланд
Таиланд был единственной страной из участвовавших в конференции, образованной без посредничества Японии (история современного Таиланда берёт начало с XIII века), единственной, состоявшей в Лиге Наций и единственной, имевшей дипломатическое признание со стороны стран Антигитлеровской коалиции. Союз Таиланда с Японией и объявление им войны Великобритании и США были навязаны японскими вооружёнными силами, вторгшимися на тайскую территорию в декабре 1941 года и в противном случае угрожавшими оккупацией государства.
В качестве представителя Таиланда в Токио был изначально приглашён тайский премьер-министр маршал Плек Пибунсонграм, однако в итоге вместо него на конференцию прибыл дипломатический деятель принц Ван Вайтайакон. Этим решением маршал подчеркнул, что Таиланд не является зависимым от Японии государством. Кроме того, отъезд премьер-министра в неспокойное для страны время мог привести к его свержению, чего боялся Пибунсонграм.

#### Филиппинская республика
Формальная независимость Филиппин была провозглашена 14 октября 1943 года, но, невзирая на это, японский контингент продолжал присутствовать на островах вплоть до их освобождения американскими войсками. К власти пришло правительство во главе с националистом Хосе Пасьяно Лаурелем. Филиппинская республика стала единственной страной-участницей конференции, на момент её проведения не находившейся в состоянии войны с США и Великобританией. Войну этим государствам Филиппины объявили лишь в сентябре 1944 года.
Филиппины в Токио представлял сам президент Лаурель.

### Несостоявшиеся
На конференцию были приглашены делегаты далеко не всех стран Великой Восточноазиатской сферы взаимного процветания, в рамках которой была организована конференция. В частности, делегаты со стороны Вьетнама (который, впрочем, на тот момент де-юре не считался независимым государством) и Камбоджи не были приглашены из солидарности к вишистской Франции — номинально контроль над бывшим Французским Индокитаем принадлежал Японии и вишистскому правительству в равной степени.
Не присутствовали на конференции и представители коренных народов, проживавших на территориях японских генерал-губернаторств Корея и Тайвань, а именно корейцев и ханьских китайцев, несмотря на свою относительную многочисленность.
Наконец, на конференции не было представителей Индонезии. Вопрос о предоставлении независимости бывшим Британской Малайе и Голландской Ост-Индии был более сложен. 31 мая 1943 года Генеральный штаб Японской императорской армии в одностороннем порядке принял решение о присоединении этих территорий к Японской империи. Это действие значительно подорвало усилия японской пропаганды, направленные на представление Японии как освободительницы азиатских народов. Лидеры движения за независимость Индонезии Сукарно и Мохаммад Хатта, также сотрудничавшие с японскими властями, были приглашены в Токио вскоре после окончания Конференции для проведения неофициальных заседаний.

## Список представителей
| Флаг государства | Государство                                                           | Портрет делегата | Делегат                                           |
| ---------------- | --------------------------------------------------------------------- | ---------------- | ------------------------------------------------- |
|                  | Государство Бирма (бирм. ဗမာ)                                          |                  | Ба Мо (1893—1977) глава правительства             |
|                  | Китайская республика (кит. 中華民國)                                  |                  | Ван Цзинвэй (1883—1944) президент                 |
|                  | Маньчжоу-го (кит. 大滿洲帝國)                                         |                  | Чжан Цзинхуэй (1871—1959) премьер-министр         |
|                  | Свободная Индия (хинди आर्ज़ी हुक़ूमत-ए-आज़ाद हिन्द; урду عارضی حکومت‌ِ آزاد ہند‎) |                  | Субхас Чандра Бос (1897—1945) глава правительства |
|                  | Королевство Таиланд (тайск. ราชอาณาจักรไทย)                            |                  | Ван Вайтайакон (1891—1976) дипломат               |
|                  | Филиппинская республика (таг. Republika ng Pilipinas)                 |                  | Хосе Лаурель (1891—1959) президент                |
|                  | Японская империя (яп. 大日本帝國)                                     |                  | Хидэки Тодзио (1884—1948) премьер-министр         |

## Ход конференции

### Условия проведения
Местом для проведения конференции было выбрано здание Имперского парламента Японии в Касумигасэки — одном из центральных районов Токио. Строительство этого огромного гранитного сооружения началось в конце 1920-х годов и завершилось лишь к 1936 году.
В течение дня 5 ноября делегации стран-участниц прибывали в Аэропорт Ханэда, где их встречали японские чиновники во главе с премьер-министром Хидэки Тодзио. Затем делегаты размещались в чёрных легковых автомобилях, которые доставляли их к зданию японского парламента.
По замыслу японских властей, занимавшихся организацией конференции, в первый день работы конференции планировалось заслушать выступления делегатов, которым предстояло изложить свои взгляды относительно необходимости будущего взаимодействия между странами Восточной Азии, а во второй — должно было состояться обсуждение и принятие «Совместной декларации Великой Восточной Азии» — документа, разработанного японскими властями.

### Выступление Тодзио
После начала заседания свою речь произнёс премьер-министр Японии Хидэки Тодзио, изложивший официальную позицию Японской империи относительно обстановки в т. н. «Великой Восточной Азии». Тодзио подверг критике империалистический характер внешней политики США и Великобритании, при этом подчеркнув факт соперничества между двумя великими державами.
На протяжении прошлых веков Британская империя путём мошенничества и агрессии приобрела обширные территории по всему миру и поддерживала своё господство над другими нациями и народами в различных регионах, держа их в лишениях и стравливая друг с другом. С другой стороны — Соединённые Штаты, которые, воспользовавшись беспорядком и замешательством в Европе, установили своё превосходство над Американским континентом, протянув свои щупальца до Тихого океана и Восточной Азии после войны с Испанией. Затем, пользуясь своим возвышением после Первой мировой войны Соединённые Штаты стали стремиться к мировой гегемонии. Совсем недавно, с начала нынешней войны, Соединённые Штаты в ещё большей степени активизировали свою империалистическую деятельность, стремясь проникнуть в Северную Африку, Западную Африку, Атлантический океан, Австралию, Ближний Восток и даже в Индию, видимо, пытаясь узурпировать место Британской империи.
По мнению Тодзио, «рост престижа и могущества Японии рассматривался Америкой и Англией с возраставшей неприязнью», что и вынудило Японию к началу военных действий, дабы обезопасить себя от нападения со стороны этих государств.
Военные действия в Восточной Азии и Тихом океане японский премьер-министр охарактеризовал термином «Великая Восточноазиатская война». Эта война, в его представлении, была направлена «на уничтожение зла и восстановление правосудия» и поддержана народами Великой Восточной Азии, за что Тодзио публично поблагодарил делегатов, представлявших эти народы. Особый акцент он сделал на фигуре приглашённого на конференцию председателя сингапурского правительства Индии в изгнании (Азад Хинд) Субхаса Чандры Боса — представителя и — формально — лидера одной из самых многочисленных азиатских наций, наряду с китайской.

### Выступления делегатов
Помимо делегатов, в помещении, где проходила конференция, присутствовало несколько переводчиков. Представители государств говорили на разных языках: Ван Цзинвэй и Чжан Цзинхуэй — на китайском, Ба Мо, Хосе Лаурель и Субхас Чандра Бос — на английском. Тодзио обращался к присутствующим на японском языке.
Выступая с речью, Ба Мо — председатель бирманского правительства — выразил благодарность в адрес Японии, благодаря которой, по словам Ба Мо, его мечты о единении народов Восточной Азии стали реальностью. Он также подчеркнул необходимость этого единения, сказав: «Моя азиатская кровь всегда призывала меня к другим азиатам». Впоследствии бирманский лидер употребил словосочетание «азиатская кровь» ещё несколько раз и призвал всех присутствующих последовать её зову. Войну против США и Великобритании он назвал «временем, когда надо думать не разумом, а кровью». Как и другие делегаты, Ба Мо часто говорил о «миллиарде азиатов», готовых сражаться за свою свободу под началом Японии. Спустя несколько десятков лет, намного позже окончания Второй мировой войны, в своих мемуарах Ба Мо жёстко критиковал японскую политику военного периода, обвиняя японцев в жестокости и произволе по отношению к бирманцам.
Председатель марионеточного китайского правительства Ван Цзинвэй в своём обращении к присутствующим делал упор на необходимость мирного сосуществования и согласованности действий между Китаем и Японией.
Президент Филиппинской республики Хосе Пасьяно Лаурель дал высокую оценку действиям японских армии и флота и отметил, что японские победы «оправдали престиж всех азиатских стран».
Резкому осуждению со стороны делегатов, в особенности главы индийского правительства в изгнании Субхаса Чандры Боса, подверглась деятельность Лиги Наций, которую Япония отчасти противопоставляла системе нового порядка в Восточной Азии. Делегаты подметили, что Лига на самом деле защищала интересы западного колониализма, при этом не считаясь с позицией коренных жителей колоний. Во время своего выступления Субхас Чандра Бос заметил: «…в коридорах и вестибюлях Лиги Наций я провёл много дней, стучась в одну дверь за другой, в тщетной попытке получить слушание по вопросу индийской свободы» и резко раскритиковал безразличие этой организации по отношению к движению за индийскую независимость. По итогам конференции выступления Боса и Ба Мо оказались самыми яркими.
По окончании выступлений внутри здания Парламента делегаты проследовали наружу, к фасаду сооружения, где была возведена конструкция, в центре которой располагался большой японский флаг, а по бокам — флаги всех стран-участниц конференции: по три слева и справа от японского. Перед флагами находились трибуна, за которой поочерёдно выступали главы делегаций, и несколько рядов сидений, предназначенных как для иностранных гостей, так и для японских чиновников и военных руководителей. Перед Парламентским зданием собралась огромная толпа, сопровождавшая речь каждого оратора овациями и аплодисментами.

### Совместная декларация
В конце своего выступления Хидэки Тодзио озвучил т. н. «Совместную декларацию Великой Восточной Азии», в которой были отражены основные позиции и намерения государств Восточно-Азиатской сферы взаимного процветания.
Декларация, в оригинале составленная на японском языке, состояла из небольшой преамбулы и пяти положений, которым обязывалось следовать в дальнейшем каждое из государств Великой Восточной Азии.
Совместная декларация стран Великой Восточной Азии

6 ноября 1943, Токио

Великая Восточноазиатская конференция

Фундаментальным принципом установления мира во всём мире является то, что все страны получают то, что они заслуживают, зависят друг от друга и помогают друг другу для достижения взаимного процветания.

Великобритания и Соединенные Штаты, однако, угнетают другие страны и другие народы для своего благополучия, эксплуатируют и порабощают Великую Восточную Азию, в частности, и тем самым нарушают безопасность в регионе. Вот в чём причина Великой Восточноазиатской войны.

Страны Великой Восточной Азии должны сотрудничать, чтобы выиграть войну, освободиться от оков Англии и США, чтобы получить свои самостоятельные администрации и самостоятельную защиту, построить Великую Восточную Азию на основе принципов, упомянутых выше, и тем самым установить мир во всем мире…
По окончании речи Тодзио декларация была официально единогласно принята и подписана представителями стран Великой Восточной Азии от имени правительств этих стран.

## Итоги
На сегодняшний день факт того, что конференция несла демонстративный и пропагандистский характер, не подвергается оспариванию. Это мероприятие широко освещалось японскими СМИ, придававшими ему огромное значение. Японские газеты характеризовали Великую Восточноазиатскую конференцию как мощный толчок к началу взаимодействия восточноазиатских народов. Тем не менее за пределами Японии конференция не была воспринята с энтузиазмом. В особенности это касалось бирманских и филиппинских армий.
Великая Восточноазиатская конференция стала первым и единственным шагом к реальному взаимодействию между лидерами прояпонских марионеточных государственных образований Восточной Азии. До сих пор эти лидеры никогда не собирались вместе, а многие из них вообще впервые виделись друг с другом.

## Галерея
Накануне Токийской конференции в Японии была выпущена агитационная брошюра, посвящённая предстоящим событиям в Токио. На рисунках, напечатанных в брошюре, изображались сцены из прошлой, настоящей и будущей жизни государств «Великой Восточной Азии».
- Карта Восточной Азии, освобождённой от англо-американского присутствия. В верхних углах разворота - карикатурные изображения Черчилля (слева) и Рузвельта (справа).
- Сцены из повседневной жизни стран Великой Восточной Азии. В верхнем ряду: Таиланд (2-й фрагмент слева), Китай и Япония (3-й фрагмент слева). В нижнем ряду (слева направо): Индия, Бирма, Филиппины, Маньчжоу-го.
- Рисунок, демонстрирующий многонациональность и многоконфессиональность народов Восточной Азии.